# Конвой SO-805 (січень 1944)
Конвой SO-805 (січень 1944) — японський конвой часів Другої світової війни, проведення якого відбувалось у січні — лютому 1944-го.
Конвой сформували у важливому транспортному хабі Палау (на заході Каролінських островів) для проведення групи суден до архіпелагу Бісмарка. До складу конвою увійшли транспорти Токо-Мару, Тоєй-Мару, Тайєй-Мару (Taiei Maru), Хоккай-Мару і Такаторі-Мару №2 (за іншими даними, Такаторі-Мару № 2 вирушило до архіпелагу Бісмарка дещо раніше, з конвоєм SO-903). Токо-Мару мало доправити на острів Манус (острови Адміралтейства) військовослужбовців 2-го батальйону 66-го піхотного полку 51-й дивізії та 4-й польовий госпіталь.
Ескорт був незвично сильним та складався із мисливців за підводними човнами CH-16, CH-34, CH-35 та CH-40, а також допоміжних мисливців за підводними човнами CHa-47 та Cha-61.
Під вечір 28 січня 1944-го судна вийшли із Палау. 30 січня о 1:50 за чотири сотні кілометрів на південний схід від Палау конвой атакував підводний човен Seahorse. Усі три випущені ним торпеди влучили в Токо-Мару, яке затонуло разом із 457 військовослужбовцями та 22 членами екіпажу. Врятованих людей вранці 31 січня доправив назад на Палау мисливець за підводними човнами CH-34.
Водночас Seahorse не обмежився досягнутим успіхом та почав переслідування. 1 лютого 1944-го за шістсот кілометрів від місця першої атаки (та за 1 тисячу кілометрів на південний схід від Палау) він торпедував Тоєй-Мару. Судно затонуло, при цьому загинуло 56 членів екіпажу.
4 лютого інші судна конвою прибули до Рабаулу — головної передової бази японців, з якої провадились операції на Соломонових островах та сході Нової Гвінеї.
Також варто відзначити, що у вересні 1943-го між Палау та Рабаулом уже пройшов конвой із таким саме номером SO-805.